# Sólstafir
Sólstafir és una banda islandesa formada a Reykjavik l'any 1994. El nom de la banda és la paraula Islandesa per raigs crepusculars.
El seu èxit es deu a Internet, el medi amb el qual les discogràfiques Ketzer Records i Neodawn Productions van descobrir aquest grup. Han publicat tres àlbums d'estudi: Í Blóði og Anda, Masterpiece of Bitterness i Köld. El seu estil ha anat variant amb el temps: en els seus primers treballs tocaven viking metal i black metal, però ens els seus dos últims àlbums han anat evolucionant cap al metal alternatiu i el post-rock, tot i que conserven característiques de les seves primeres gravacions. Se'ls ha arribat a anomenar els Sigur Rós del metal pel tipus de música del seu últim treball. Les cançons es caracteritzen per unes veus que no són típiques del metal i una duració, generalment, de més de 7 minuts.

## Membres

### Composició actual
- Aðalbjörn "Addi" Tryggvason – guitarra, veu.
- Sæþór Maríus "Pjúddi" Sæþórsson - guitarra.
- Svavar "Svabbi" Austmann - baix.

### Antics
- Halldór Einarsson - baix.
- Guðmundur Óli Pálmason – bateria.

## Discografia

### Àlbums d'estudi
- Í Blóði og Anda, 2002
- Masterpiece of Bitterness, 2005 (Spinefarm Records)
- Köld, 2009 (Spinefarm Records)
- Svartnir Sandar, 2011 (Season of Mist)
- Ótta, 2014 (Season of Mist)
- Berdreyminn, 2017 (Season of Mist)
- Endless Twilight of Codependent Love, 2020 (Season of Mist)
- Hin Helga Kvöl, 2024 (Century Media)

### EPs
- Til Valhallar (EP), 1996
- Black Death (EP), 2002

### Demos
- Í Norðri (demo), 1995
- Black Death (demo), 2002
- Promo 2004 (demo), 2004

### Singles
- 2014: "Ótta"